# Desmiphora endibauna
Desmiphora endibauna là một loài bọ cánh cứng trong họ Cerambycidae.